# アレックス・ハーシュ
アレックス・ハーシュ（Alex Hirsch、1985年6月18日 - ）は、アメリカ合衆国のアニメーター、俳優、声優、テレビプロデューサー。カリフォルニア州ピードモント出身。
90年代の映画や、日本のアニメやゲームに影響されており、グラビティフォールズでは『千と千尋の神隠し』のカオナシの動きをするモンスターを登場させている 。
代表作である『怪奇ゾーン グラビティフォールズ』では、アレックス自身を主人公のディッパー・パインズのモデルにしており、もう一人の主人公であるメイベル・パインズはアレックスの双子の姉であるアリエル・ハーシュをモデルにしている。

## 参加作品
- The Marvelous Misadventures of Flapjack（2008年-2009年）ストーリーボード
- スイチュー! フレンズ（2010年-2014年）企画開発、クリエイティブコンサルタント、脚本、ストーリーボード
- 怪奇ゾーン グラビティフォールズ（2012年-2016年）原作・製作総指揮、脚本、OPディレクター・ストーリーボード、声優

## 出演作品
- スイチュー! フレンズ（クラマンサ他）
- 怪奇ゾーン グラビティフォールズ（スタン他）
- フィニアスとファーブ